# Melanie Gilligan
Melanie Gilligan (* 1979 in Toronto, Kanada) ist eine Künstlerin, die sich in diversen Medien ausdrückt, als da sind Texte, Videos, Installationen, Performances und Musik. Durch die Schriften Karl Marx’ begann Gilligan 2005 sich mit dem Kapitalismus zu beschäftigen. Am bekanntesten ist sie für Videos und Performances, die sich kritisch mit Politik und der zeitgenössischen kapitalistischen Wirtschaft auseinandersetzen. Die Rolle des Selbst in der Gesellschaft, die Rolle von Kommunikation und Emotionen werden wiederholt von ihr beleuchtet. Gilligan stellt international aus. Sie lebt und arbeitet in London und New York City.

## Ausbildung
Gilligan hat 2002 am Central Saint Martins College of Art and Design in London ihren Bachelor of Arts in Kunst (BA (Hons) Fine Art) absolviert. 2004/05 nahm sie als Stipendiatin des Independent Study Programme am Whitney Museum of American Art in New York City teil.

## Autorin
Das Verfassen kritischer Schriften nimmt einen großen Teil an Gilligans schöpferischer Arbeit ein. Sie veröffentlichte bereits in namhaften Publikationen wie Texte zur Kunst, Artforum, Mute Magazine (Onlinemagazin für Kultur und Politik) und Grey Room (Zeitschrift für Kunstgeschichte und Architektur).

“The […] protests themselves have offered another future-oriented affect: hope — the hope that fighting back is not futile.”

„Die […] Proteste selber haben einen weiteren zukunftsorientierten Effekt geboten: Hoffnung — die Hoffnung, dass zurückzuschlagen nicht zwecklos ist.“

In ihrem Artikel Affect & Exchange (deutsch Beeinflussung & Austausch) von 2012 geht es Gilligan darum, auf das von den Regierungen geschürte Ungleichgewicht in der Verteilung von Reichtum aufmerksam zu machen. Sie bezieht sich in dem Artikel auf ihre künstlerische und schriftstellerische Arbeit der vergangenen Jahre. Ihre Betrachtung dreht sich um die Kernfrage, wie die politische und wirtschaftliche Landschaft verändert werden könnte, so dass die Anhäufung von Vermögen nicht länger menschliche Interaktionen bestimmt. Gilligan beschreibt, wie sie sich der Fragestellung durch Fiktion annähert, im konkreten Fall durch ihre Filmserie „The Common Sense“. Sie führt die Massenproteste der Bevölkerung in verschiedenen Ländern an, wie beispielsweise die Occupy Bewegung. Welche Prinzipien und Werten halten die internationalen Proteste zusammen?

Um das zu ergründen, schlägt sie einen Bogen zu den menschlichen Emotionen. Sie fragt, welches Potential in Emotionen liegt, bezogen auf die heutige und zukünftige politische Situation. Gilligan vertritt die Meinung, dass Emotionen im akademischen, politischen und sozioökonomischen Umfeld als irrational angesehen werden. Emotionen können nicht kommuniziert werden. Rationale Gedanken dagegen erreichen die soziale Welt. Dort sei die Sprache das natürliche Medium. Als Beispiel führt sie den rationalen Anspruch an, den Bertolt Brecht in seiner Kunst verfolgt habe. Baruch Spinoza wiederum habe Gefühle als eine Form von Denken angesehen und als natürliche Körperreaktion auf Reize von außen. Auf diese Weise könne sich das Subjektive der Welt öffnen. Um diesen Gedankengang weiter zu verfolgen, müssen Affekt, Gefühl und Emotion getrennt werden. Für diesen Weg führt sie die Sichtweisen Brian Massumis an. Das Fazit ist, dass Gefühle die einzige Möglichkeit seien, die innere Welt des Einzelnen zu betrachten.

## Filme
Kernthema von Gilligans Filmen ist, welche Rolle die Wirtschaft auf unser Leben hat. Sie erzählt von den Wirkungen des Kapitals in Krisenzeiten und deren Konsequenzen und Nachwirkungen. Melanie Gilligan wird in einer Reihe mit Hito Steyerl und Allan Sekula genannt. Sie unterscheidet sich durch eine einfallsreiche und analytische Art, marxistische Gedanken umzusetzen und als Kritik am zeitgenössischen Kapitalismus einzusetzen.
Die Themen werden anhand von Personen oder Personengruppen und ihren individuellen Geschichten illustriert. Die Darstellung des Marktes als personalisierte Aktivität ist vielleicht Gilligans stärkste Errungenschaft. Ein Journalist beschreibt Gilligans Videoarbeiten als „witzig und wissend, oft verstörend und manchmal urkomisch.“ (Eli Diner: Flash Art (2018))
Sequenzen ihrer Filme integriert Gilligan auch in ihren Ausstellungen, wie sie es zum Beispiel in dem Projekt Popular Unrest getan hat.
Die Werke „Crisis in the Credit System“, „Popular Unrest“ und „The Common Sense“ können als Trilogie betrachtet werden. Die Reihe stellt eine Reflexion unserer Zeiten von Krisen und Revolten dar. Es wird ein Bild gezeigt, in dem der Einzelne durch eine allgemeine Identität verwandelt wird. Er wird dadurch zum Teil einer organischen Gesamtheit. Die Filme bleiben in dem Punkt unklar, weshalb individuelles und kollektives Leben nicht vereinbar sein sollten.

### Crisis in the Credit System
Nach der Weltfinanzkrise von 2007 führte Gilligan Interviews in der Londoner Finanzwelt durch. Sie führte intensive Gespräche mit Hedgefund Managern, Finanzjournalisten, Wirtschaftswissenschaftlern, Bänkern und Schuldenaktivisten. Ihre Schlussfolgerungen setzte sie im Filmprojekt „Crisis in the Credit System“ (deutsch Krise im Kreditsystem) um. 2008, nur Wochen nach dem Zusammenbruch der US-amerikanischen Investmentbank Lehman Brothers, veröffentlichte Gilligan diesen Film. Er berichtet von der Kluft zwischen den abstrakten Finanzmechanismen, die zum wirtschaftlichen Zusammenbruch geführt haben und den menschlichen Kosten, die dafür zu zahlen sind. Das fiktive Drama erzählt von einer Investmentbank, die versucht, mit ihren Angestellten Strategien für einen Weg aus der Finanzkrise zu finden. In Rollenspielen treiben die Angestellten das Prinzip des Geldmachens scheinbar ins Absurde.

Eine Journalistin bemängelt, dass die Charaktere Stereotype bedienen und dass die Schauspieler Schwierigkeiten haben, die Texte über finanzielle Theorien natürlich wiederzugeben. Die vierteilige Video-Reihe wurde speziell für das Medium Internet konzipiert.

### Self-Capital
„Self-Capital“ (deutsch Selbst-Kapital) ist eine dreiteilige Videoarbeit von 2009. Sie wurde im Rahmen der Ausstellung „Talk Show“ am Institute of Contemporary Arts in London konzipiert. Der Film wurde komplett am Institute for Contemporary Art in London gedreht.
In diesem Film wird der Kapitalismus der Weltwirtschaft als eine Frau dargestellt. Die Protagonistin unterzieht sich einer radikalen Therapie, um die psychischen Folgen eines kürzlichen Zusammenbruchs zu behandeln. Die Patientin repräsentiert sowohl die Wirtschaft, als auch eine Einzelperson, die von der Finanzkrise betroffen ist. Das Thema der globalen Ökonomie wird anhand dieses persönlichen Schicksals einer posttraumatischen Belastungsstörung behandelt. Sie durchläuft unorthodoxe, körperorientierte Techniken, durch die die materiellen Probleme körperlich zu spüren sind. Besorgniserregende, aktuelle, psychologische und politische Themen werden auf ihre Körperlichkeit reduziert und behandelt. Alle Rollen – Patientin und Psychiaterin, Verkäuferin und Käuferin – werden von ein und derselben Schauspielerin gespielt.

### Popular Unrest
Der fünfteilige Film Popular Unrest (deutsch Volksunruhen) von 2010 basiert auf der Begeisterung für Verbrechensdramen und Science Fiction. Der Stil erinnert an Dokumentarfilme. Als Inspiration dienten einerseits die Body Horror Arbeiten von David Cronenberg. Andererseits ist die Verquickung mit psychologischen Aspekten Serien wie CSI, Dexter und Bones entlehnt. „[Der Film ist durch amerikanische Fernsehserien inspiriert], in denen die Realität durch eine pornografische Forensik empirischer und viszeraler Phänomene wahrgenommen wird.“ (Popular Unrest: popularunrest.org) Wenngleich der Film ein Jahr vor den Occupy Protesten im Zuccotti Park veröffentlicht wurde, ist es nahezu unmöglich, die Parallelen zu dieser Bewegung zu übersehen.
Inhaltlich wird mit der Angst um den freien Willen und der Kontrolle durch die Regierung gespielt. Die Geschichte zeigt den Unterschied von menschlichen und technischen Interaktionen auf. Die Handlung wird von einem weltumspannenden System names „The Spirit“ geprägt. Das Big Brother anmutende Computersystem organisiert alle persönlichen und wirtschaftlichen Interaktionen der Menschen. Es vergleicht, schreibt Werte zu und etabliert auf diese Art ein Ordnungssystem – bis hin zu einer Herrschaftsform. Glitches im Spirit zwingen Menschen nach ihm zu handeln, wodurch sie zum Marktplatz, zum Wirtschaftsraum werden. Weltweit geschehen mysteriöse Morde, scheinbar ohne Mörder. Zeitgleich fühlen sich Menschen durch eine unsichtbare Kraft tief verbunden. Wissenschaftler fördern das durch Experimente. Doch die Protagonisten möchte ihre eigenen Antworten finden. Das Ende wird als überraschend beschrieben.
Der Film wirft die Frage auf, ob Menschen in Gruppen mit unbekannten, unterschiedlichen Leuten eher in der Lage sind Unterwerfung abzuwehren, als sie es in traditionellen Familienverbunden wären. Die Künstlerin bleibt skeptisch, ob so echte soziale Veränderungen herbeizuführen sind. Popular Unrest zeigt eine Welt, in der der Mensch auf seine physischen Eigenschaften reduziert und kapitalistisch eingebunden wird. Gilligans Protagonisten müssen die kapitalistische Verwertung immer direkt körperlich erfahren – psychisch, physisch oder durch den Tod.
Das Projekt wurde von mehreren Kunstinstitutionen gemeinschaftlich finanziert. Es wurde in London mit zwölf Hauptdarstellern gedreht. Es agieren professionelle Schauspieler. Der Film ist als Set im Internet erhältlich. Zudem wurde er in 2010 an vier Orten ausgestellt, in England, Deutschland und Kanada. Für jeden der Ausstellungsorte hat Gilligan eine eigene Installation zur Präsentation kreiert. In der Walter Phillips Gallery (Kanada) beispielsweise wurde er in einem Raum mit fünf Kabinen präsentiert, für jede Folge eine. Das Video wurde durch das Betreten der Kabine gesteuert. Dadurch wurde der Besucher, wie die Figuren im Film, als eine Einheit behandelt, dessen Außenwelt durch eine unsichtbare Hand gesteuert wird.
Für ihr Werk Popular Unrest hat Gilligan 2010  den Illy Present Future Award auf der Artissima Art Fair in Turin erhalten.

### The Common Sense
2014 veröffentlichte Gilligan den Film „The Common Sense“ (deutsch Der gesunde Menschenverstand). Er ist im Stil einer Miniserie konzipiert, mit 15 Folgen. Gilligan nutzt Drama und Fiktion zur Auseinandersetzung mit sozialen, politischen und wirtschaftlichen Themen. Sie untersucht die Gefahren des Gemeinsamen und Kollektiven. Dafür ersann sie eine fiktive Technologie, die es ermöglicht, die Emotionen anderer Menschen direkt zu erfühlen. Der Film erzählt den sozialen und politischen Effekt dieser Technik über einen Zeitraum von zehn Jahren. In der kapitalistischen Welt wird die Erfindung dazu genutzt, um Arbeiter auf eine profunde Art zu kontrollieren. So benutzt etwa ein Manager die Übertragung von negativen Energien auf Mitarbeiter, um deren Produktivität zu steigern. Der Film stellt dem Zuschauer diverse Fragen: Wie würde die Welt aussehen, wenn es die individuellen Bedürfnisse des Einzelnen nicht gäbe? Was passiert in unserer Welt, in der Menschen vor allem durch Kapital verbunden sind, wenn wir Emotionen unmittelbar teilen könnten? Man könnte das Wort common (deutsch gemeinsam, gesamt, häufig) im Filmtitel auf zwei Weisen verstehen, zum einen die Gemeinschaft der menschlichen Gesellschaft, zum anderen die Gesamtheit des Kapitals. Ob diese beiden Versionen wieder zusammengeführt werden können, muss der Zuschauer für sich entscheiden.

## Installationen
Schwerpunkt in Gilligans Installationen sind Bildschirme, die in raumgreifenden Stahlrohren ausgestellt werden. Die Bildschirme sind Teil der Installation und werden zuweilen auch in ungewöhnlichen Winkeln präsentiert. Die Stangen bilden geometrische Formen und Raumteilungen, die dominant und überraschend wirken.
2013 stellte Gilligan in der Galerie Max Mayer in Düsseldorf die Installation 4 × exchange/abstraction (deutsch 4 x Austausch/Abstraktion) aus. Das Werk bestand aus stählernen Ständern mit vier Flachbildschirmen, auf denen HD Videos liefen. Die Bildschirme waren über den Raum verteilt und zeigten realen Spielszenen und Computeranimationen im Wechsel. Über die Geräte hinweg entspann sich eine Handlung. Für die Bildsprache nutzte Gilligan die Anmutung von Reality-TV Formaten und Preset-Effekte. Die Bilder zersetzten sich immer wieder, zerfranzten und verschwammen ins Abstrakte. Themen der gezeigten Videos sind die Mechanismen des Warenaustausches, die Absurdität des neoliberalen Kapitalismus und das Recht des Stärkeren im Subjektivismus. Kritisiert wurde an dieser Arbeit das Fehlen der Überzeichnung, wie es in den Arbeiten von Simon Denny zu finden ist. Die Arbeit erwecke den Eindruck, dass der Betrachter nicht selber entscheiden dürfe, was er von der Thematik halte. Das führe dazu, dass ihre Arbeit ein Produkt eben jener kapitalistischen Welt wird, die sie stets kritisiert.
2019 zeigte Gilligan im Rahmen einer Gruppenausstellung in Basel ihre 5-Kanal-Videoinstallation mit dem Titel „Crowds“ (deutsch Massen). Das Werk zeigt die soziale Ungerechtigkeit des Kapitalismus am Beispiel einer Protagonistin, der Gilligan in filmisch inszenierten Alltagssituationen folgt. Die Hauptdarstellerin ist auf der Suche nach einem Job in einer Stadt, die allein dem Tourismus und Konsum vorbehalten zu sein scheint. Die Künstlerin porträtiert die Lebenssituationen mit Zeit- und Niedriglohn-Jobs. Sie dokumentiert indessen auch Formen der Selbstorganisation und des Protests der Betroffenen gegen ihre Rechtelosigkeit.

## Ausstellungen
Gilligan hat seit 2009 zahlreiche Gruppen- und Einzelausstellungen in Nordamerika, Europa und Asien. Ein Auszug ihrer Ausstellungen:
- 2010 Einzelausstellung „Melanie Gilligan“, Kölnischer Kunstverein[14]
- 2012 Einzelausstellung „Melanie Gilligan - Popular Unrest“, VOX Centre de l’image contemporaine, Montreal[23]
- 2014 Gruppenausstellung „The Little Things Could Be Dearer“, MoMA PS1, New York City[24]
- 2014 Einzelausstellung „The Common Sense I“, Casco, Utrecht[10]
- 2015 Einzelausstellung „The Common Sense II“, Museum de Hallen, Haarlem[10]
- 2015 Einzelausstellung „The Common Sense III“, de Appel, Amsterdam[10]
- 2015 Gruppenausstellung „Dojima River Biennale“, Osaka, Japan[25]
- 2016 Einzelausstellung Melanie Gilligan: Parts-wholes, The Wattis, San Francisco[26]
- 2016 Einzelausstellung „Melanie Gilligan“, Trondheim Kunstmuseum, Norwegen[10]
- 2017 Einzelausstellung „Melanie Gilligan - Popular Unrest“, Kunsthaus Glarus, Schweiz[27]
- 2019 Gruppenausstellung „Open Codes“, ZKM | Zentrum für Kunst und Medien, Karlsruhe[28]

## Performance
Untitled 2011 war eine Performance-Lesung, die Gilligan am 19. März 2011 aufführte, als Teil von Tate Modern Live: Push and Pull. Das Szenenbild war eine großformatige Projektion ihrer eigenen, früheren Performance The Miner’s Object (2006). Gilligan agierte vor der Leinwand, sprach über ihre damalige Performance, klebte Schlagworte an die Leinwand, oder tobte ekstatisch über die Bühne. Fiktionales der Projektion wechselten sich mit der sachlichen Lesung ab. Im Werk The Miner’s Object entspinnt sich ein Gewebe von mehreren Erzählebenen. Gilligan analysierte in Untitled 2011 linguistischen Techniken und Emotionen, die sie in The Miner’s Object einsetzte, um bestimmte Wirkungen beim Zuschauer zu erreichen. Sie wollte, dass das Publikum Kommunikationsmethoden kritisch hinterfragt. Mit ihren analytischen Erklärungen fügte sie der Performance eine weitere Kommunikationsebene hinzu. Die Aufführung spielte auf verschiedene Arten der Kommunikation und der Weitergabe von Wissen an. Dafür untersuchte Gilligan zum Beispiel das Zusammenwirken von Sprechen, Hören und Interpretieren. Die Performance-Lesung wurde jene Kommunikationsform, die analysiert –und zeitgleich auch das Mittel, mit dem analysiert wurde. Im Rahmen des Programms betrachtete Gilligan ihre eigenen Performances und erörtert einen häufigeren Einsatz von Performance-Lesungen.

## Musik
Gilligan musiziert mit Duo-Partner Ben Seymour unter dem Bandnamen „Petit Mal“(deutsch kleines Einkaufszentrum; aber auch Epilepsie). Gilligan ist Sängerin, Seymour spielt am Synthesizer.
2008 erschien ihre Debüt-Single Crisis In the Credit System (deutsch Krise im Kreditsystem). Bereits hier wurden die musikalischen Bezüge zum Synthiepop der 80er-Jahre hergestellt. Die Musik wurde beschrieben als „Chris & Cosey treffen auf Malaria!, mit Texten von Robbe-Grillet“. Als weiterer Vergleich werden die Bands Pet Shop Boys und Tears for Fears angeführt. Die Sounds verbreiten eine melancholische Stimmung, mit einem „elektronischen Rhythmus zum Mitschnippen“. Die Melodien sind leicht zu verdauen, wohingegen die Texte schwerer wiegen. Die Single ist der erste Popsong über die Finanzkrise und wurde bereits zwei Jahre vor dem Ereignis geschrieben. Gilligan singt mit großer Gelassenheit über die Wirrungen des Weltwirtschaftssystems, stützend auf der Prophezeiung einer finanziellen Apokalypse. Zum Verständnis bedarf es keiner Vorkenntnisse, so ein Journalist, „doch wird eine gründliche Kenntnis der kapitalistischen Imperative und der sozioökonomischen Strukturen empfohlen.“

Die Single wird in Gilligans gleichnamigen Filmwerk verwendet.
2009 veröffentlichten Gilligan das gleichnamige Album zum Bandnamen „Petit Mal“. Das Genre ist Industrial / Wave / Electro. Die Musik wird beschrieben als einerseits verhaftet im Synth Rock der frühen 80er Jahre, doch andererseits modern und ohne Kitsch. Einige der Tracks können der Avantgarde zugeordnet werden. Die Stilrichtung wird mit der Band Telepathe verglichen. Erschienen ist das Album beim Label Difficult Fun.
Im Rahmen ihrer Ausstellung zu „Popular Unrest“ in Kanada im Jahr 2010 spielte Gilligan mit ihrer Band Petit Mal  in der ausstellenden Galerie. Gemeinsam im Duo mit Seymour mischten sie Elektro-Pop, Synth Rock und Post-Punk.

## Auszeichnungen
- 2009 Paul Hamlyn Award for Artists[31]
- 2010 Illy Present Future Award für ihr Werk Popular Unrest auf der Artissima Art Fair, Turin[18]

## Internetquellen
- Galerieauftritt von Melanie Gilligan bei Galerie Max Mayer Düsseldorf